# Хлястава
Хлястава (пол. Chlastawa, нім. Klastawe) — село в Польщі, у гміні Збоншинек Свебодзінського повіту Любуського воєводства.
Населення — 158 осіб (2011).
У 1975-1998 роках село належало до Зеленогурського воєводства.

## Демографія
Демографічна структура станом на 31 березня 2011 року:
|          | Загалом | Допрацездатний вік | Працездатний вік | Постпрацездатний вік |
| -------- | ------- | ------------------ | ---------------- | -------------------- |
| Чоловіки | 83      | 20                 | 60               | 3                    |
| Жінки    | 75      | 14                 | 47               | 14                   |
| Разом    | 158     | 34                 | 107              | 17                   |